# Paweł Białek
Paweł Stanisław Białek (ur. 1965) – oficer Agencji Bezpieczeństwa Wewnętrznego w randze pułkownika, w latach 2007–2012 zastępca szefa Agencji Bezpieczeństwa Wewnętrznego.
Ukończył archeologię na Uniwersytecie Jagiellońskim. Absolwent studiów MBA.  Od 1991 roku pełnił służbę w Urzędzie Ochrony Państwa, a następnie w ABW. 4 grudnia 2007 roku został mianowany na stanowisko zastępcy szefa ABW. Po odejściu z ABW na początku kwietnia 2012 został wysokim urzędnikiem w Ministerstwie Skarbu i zasiada w radach nadzorczych spółek skarbu państwa: KGHM-ie i Orlenie. W latach 2013–2016 był dyrektorem Biura Inwestycji w PERN SA, odpowiedzialnym min. za budowę Terminalu Naftowego w Gdańsku.

## Odznaczenia
- Złoty Krzyż Zasługi – 2002[1]
- Srebrny Krzyż Zasługi – 2005[2]
- Odznaka Honorowa imienia gen. Stefana Roweckiego „Grota” – 2011
- Srebrny Medal „Za zasługi dla obronności kraju”